# John Langshaw Austin
John Langshaw Austin, angleški filozof in jezikoslovec, * 26. marec 1911, Lancaster, okraj Lancashire, Anglija, † 8. februar 1960, Oxford.
Po pridobitvi izobrazbe na Balliol College je med drugo svetovno vojno delal v britanski obveščevalni agenciji MI6, po njej pa je postal White's profesor za moralno filozofijo na Oxfordski univerzi. 
John Langshaw Austin velja za utemeljitelja teorije govornih dejanj. Njegov bistven prispevek na področju jezikoslovja je v njegovem razmišljanju, da besede in izjave nimajo le striktnega logičnega pomena, ampak izjava vedno predstavlja tudi določeno dejanje. John Austin je vsaki izjavi pripisal tri dimenzije: 
- lokucijsko dejanje – izjava besed, v skladu s slovnico jezika (klasični pomen besede).
- ilokucijsko dejanje – vloga, ki jo ima izjava, npr. prošnja, zahteva, ukaz, odgovor.
- perlokucijsko dejanje – neposredna posledica izjave.

Njegova najpomembnejša dela s tega področja so "Kako napravimo kaj z besedami" (How to do Things with Words), Philosophical Papers, Sense and Sensibilia in The Meaning of a Word. V delu How to do Things with Words je izpostavil razlikovanje med izjavami, ki jim lahko določimo resničnost oziroma neresničnost in izjavami, kot so obljube, svarila ali ukazi, ki nimajo tovrstnega enoznačnega pomena. 